# Барская конфедерация
Барская конфедерация (пол. Konfederacja barska) — конфедерация, созданная по призыву краковского епископа Каетана Солтыка римокатолической шляхтой Речи Посполитой в крепости Бар в Подолии 29 февраля 1768 года в противовес Слуцкой, Торуньской и Радомской конфедерациям для защиты внутренней и внешней самостоятельности Речи Посполитой от давления Российской империи.
Конфедераты противостояли советникам короля Станислава Августа, желавшим ограничить власть магнатов и прекратить наиболее одиозные преследования диссидентов. Пусть вначале и неформально, но фактически барские конфедераты выступили и против самого короля. 

## Причины конфликта

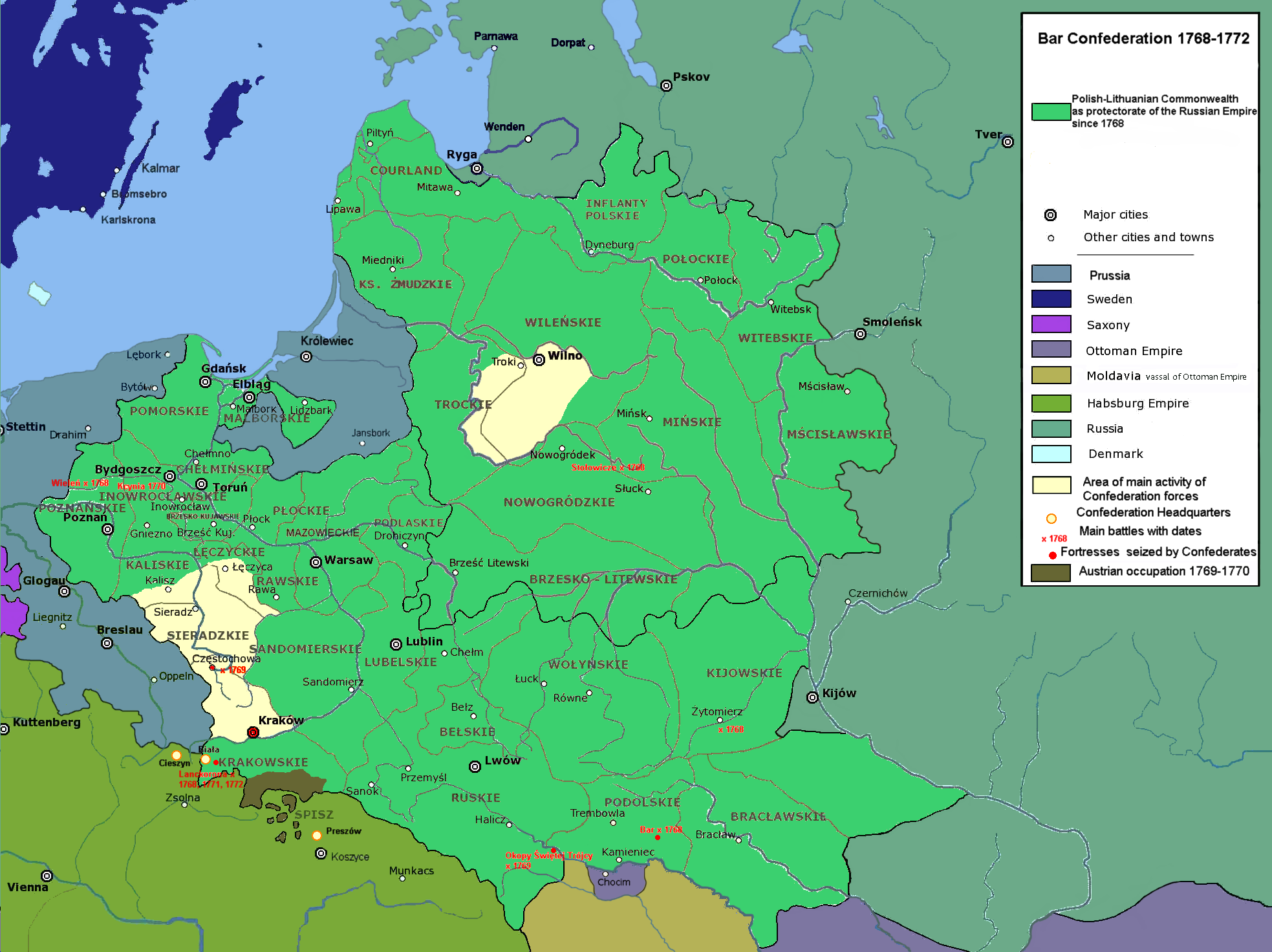
Речь Посполитая в 1772 году. Белым выделены районы активных выступлений конфедератов

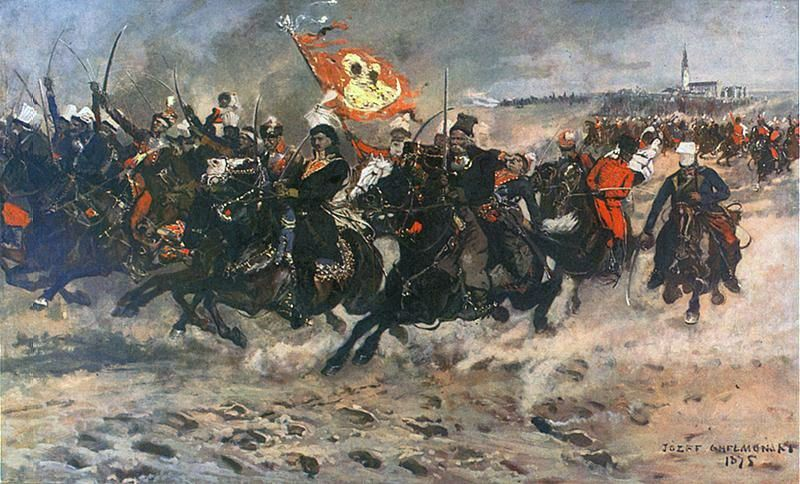
«Казимир Пулавский под Ченстоховой» — картина Ю. Хелмоньского, 1875 год

Вступивший на польский престол Станислав Август Понятовский, навязанный Россией, в 1764 году начал политические изменения, которые порвали с прежней системой дворянской демократии. Реформы были настолько революционными, что начиная с 1766 года от них отказались даже инициаторы — семья Чарторыйских. Это поставило Станислава Августа в ситуацию полного одиночества. Особую полемику вызвал проект предоставления политических прав диссидентам, поддержанный протестантской Пруссией и православной Россией. Диссидентами назывались представители иных христианских конфессий (православных и протестантов). По сравнению с католиками их гражданские права были урезаны. Правительства Екатерины II и Фридриха II добивалось ликвидации такого положения.
В 1767 году в пределы Речи Посполитой вступил двадцатитысячный контингент российских войск, под защитой которого 20 марта 1767 года русский посланник князь Н. В. Репнин учредил конфедерации разных конфессий: Слуцкую для Великого княжества Литовского и Торуньскую для Короны. 23 июня в ответ на эти события католическая знать учредила Радомскую конфедерацию против Станислава Августа. Сам Репнин быстро приобрел на неё влияние, умело направляя её недовольство против короля, дополнительно ставя под контроль Понятовского и заставляя его выполнять волю Екатерины II.
Созданный в рамках Радомской конфедерации, так называемый Репнинский сейм в Варшаве пересмотрел реформы, проведенные Сеймом созыва 1764 года. Яблоком раздора оставался вопрос равных прав для диссидентов. Репнин решил терроризировать депутатов: 14 октября 1767 года русские солдаты выкрали в Варшаве польских сенаторов, в том числе не только выступавшего против религиозных свобод диссидентов Каэтана Солтыка, краковского епископа, но и лидеров формально пророссийской Радомской конфедерации, обещавшей защищать католическую религию, и без решения польского суда отправили их в ссылку в России. Терроризированный сейм в конце концов поддался воле российского посланника.
24 февраля 1768 года был подписан трактат о «вечной дружбе» Речи Посполитой и России, превращавший Польшу в российский протекторат. По мнению польского историка Адама Данильчика, определяющим здесь был не сам трактат, а нарушение права, имевшее место в Варшаве 14 октября 1767 года. Для шляхтича личные свободы были чем-то исключительно важным. Российский посол Репнин не только нарушил эти свободы, но и поднял руку на государственных сановников самого высокого ранга.
26 февраля 1768 года варшавский сейм под давлением российской стороны утвердил частичное уравнивание прав диссидентов с католиками. Православные и протестанты получили свободу богослужения, избавились от юрисдикции католических судов, получили частичное уравнение в гражданских правах. В то же время католицизм остался государственной религией. В частности, переход из католицизма в другую религию считался уголовным преступлением. Сейм также принял так называемые «Кардинальные права», которые декларировали неизменность государственного строя Речи Посполитой и провозглашали его гарантом Российскую империю.

## Создание конфедерации
В ответ на решение сейма об уравнивании прав диссидентов с католиками часть шляхты 29 февраля 1768 года на Подолии в городе Бар организовала свою конфедерацию. Она выступила за сохранение прежних шляхетских прав и привилегий, отмену решений февральского сейма, объявив борьбу равенству прав для диссидентов. У истоков конфедерации стояли следующие лица:
- Адам Станислав Красинский, епископ каменецкий,
- Ежи Август Мнишек, придворный маршалок коронный,
- Михал Красинский, подкоморий ружанский,
- Иоахим Потоцкий (генеральный региментарь Конфедерации в Короне),
- Михаил Ян Пац (генеральный маршалок Конфедерации в Литве),
- Юзеф Сапега (генеральный региментарь Конфедерации в Литве),
- Юзеф Пулавский, староста варецкий со своими тремя сыновьями;
- Казимир Пулавский, наиболее активный из его сыновей, сменивший отца на должности старосты варецкого,
- Вавжинец Потоцкий (представитель Великой Польши, занимающий должность советника с правом заседания в Генеральном совете)
- Юзеф-Савва Цалинский, вышеградский маршалок.

Конфедерация в своём манифесте обошла короля Станислава Августа молчанием, однако уже 26 марта король и польский сенат обратились к Екатерине с просьбой о помощи. В ответ императрица, как гарант государственного строя Речи Посполитой, направила туда контингенты русских войск.
Весной движение барских конфедератов охватило территории Малой Польши, Литвы и Польской Пруссии. Фактически деятельность конфедератов стала выступлением против официальной власти.
Конфедераты рассчитывали на поддержку Турции, Франции, Саксонии и Австрии. Изначально предполагалось, что благодаря уступке Турции Подолии и Волыни за Барскую конфедерацию будут сражаться и побеждать турецкие войска. Поэтому помощь иностранных держав получила, в основном, не Барская конфедерация, а Турция. Помощь иностранных держав для самой Барской конфедерации стала поступать в ощутимых размерах только с 1771 года. В качестве главнокомандующего им был прислан из Франции генерал Дюмурье, с офицерами и деньгами.

## Боевые действия

### 1768
В марте 1768 г. отряды конфедератов атаковали русские гарнизоны в Подолии. В апреле гетман Ф. К. Браницкий с польскими королевскими войсками и русские генералы Апраксин и Кречетников двинулись против конфедератов. 13 июня Кречетников занял Бердичев, разграбив монастырь Босых кармелитов, затем русские войска взяли Бар, Львов и в августе Краков.
В это же время вспыхнуло восстание крестьян на Правобережье Украины под предводительством Гонты и Железняка, что тоже повлияло на расстройство конфедерации в восточных провинциях, поскольку ещё до восстания, при первых слухах о торжественном освящении ножей, все войска конфедератов и все конфедераты и богатые и состоятельные люди бежали на территорию Османской империи. Но раз вспыхнувшее пламя распространилось и в других местах, а именно в Великой и Малой Польше и даже в Литве, конфедераты стали обращаться к соседним государствам, вызвали войну между Турцией и Россией и получили обещание деятельной помощи со стороны Франции. Конфедератское движение всё разгоралось: во главе его в Великой Польше стал И. Мальчевский, а в Литве — М. Пац и князь К. С. Радзивилл.

### 1769
Основной стратегический замысел барских конфедератов заключался в использовании турецких сил для достижения своих политических целей. В тактическом плане войска Барской конфедерации придерживались методов «малой», партизанской войны силами отдельных мобильных отрядов. Россия не располагала в Польше существенной общественной поддержкой. Польское общество, как правило, недоброжелательно и враждебно относилось к присутствию на своей территории русских войск. Военный конфликт с конфедератами также создал в целом неблагоприятную для России международную обстановку. Из-за недостатка сил и больших территорий Речи Посполитой российскими войсками были заняты лишь важнейшие пункты.

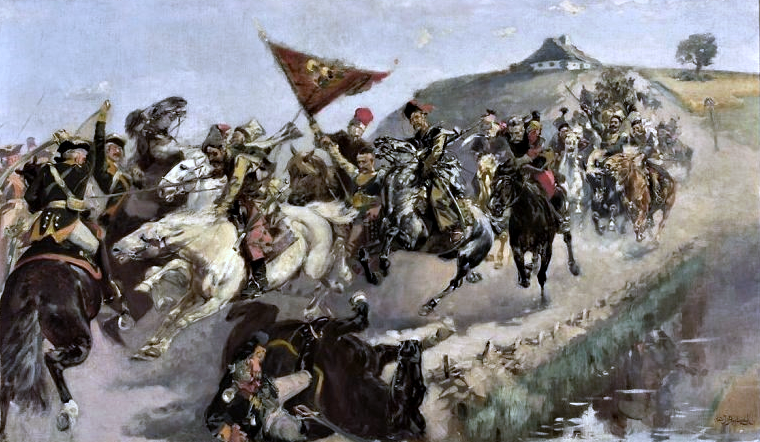
Столкновение конфедератов с русскими войсками

В начале кампании основные действия развернулись в Подолии, где конфедераты планировали соединиться с турецкой армией. Здесь для борьбы с конфедератами использовались российские войска, которые предназначались для войны с Турцией. В феврале русские войска нанесли там ряд поражений конфедератам — при Крутах, Жванце и Окопе. Оставшись без поддержки турецких войск, конфедераты перешли к партизанской войне в Подолии, Волыни и Галиции, нападая на русские гарнизоны и склады, но были разбиты. Летом братья Казимир и Францишек Пулавские организовали рейд из Люблинского воеводства в западную Белоруссию. В начале сентября они были разгромлены отрядами бригадира А. В. Суворова и полковника К. Рена под Ореховом и при Ломже. В сентябре русские ликвидировали центр конфедератов в Люблине, где разместился Суворов, который занялся расстановкой военных постов в ключевых пунктах Люблинского воеводства. 11 ноября полковник Древич занял Краков, однако попытка его отряда овладеть в ноябре Ченстоховом окончилась неудачей.
В этот период конфедераты попытались упорядочить свое движение. В начале ноября в местечке князей Сулковских Белой (Краковское воеводство) собралась Генеральная конфедерация, состоявшая из 37 воеводских маршалов. Здесь были выбраны вожди конфедератов Михал Красинский и И. Потоцкий, находившиеся тогда в Турции. В самой стране их замещали Михал Иван Пац и Игнац Богуш. В своих манифестах конфедерация постоянно умалчивала о короле и от себя выслала уполномоченных послов к заграничным дворам: Вельгорского во Францию, Петра Потоцкого в Австрию, Суфчинского в Турцию и Скоржевского в Пруссию. В дальнейшем Генеральная конфедерация переместила свою работу в более безопасное место — на территорию Австрийской империи.

### 1770
Победы русских войск в войне с Турцией серьёзно ухудшили политические перспективы конфедератов, лишив польскую оппозицию надежд на реальную военную помощь Османской империи. В 1770 году совет конфедерации был перенесен в Прешов (тогда в Австрийской империи), откуда он вёл дипломатические переговоры, главным образом с Францией, Австрией и Турцией, и руководил военными действиями против России. Государством, оказавшим конфедератам определённую поддержку, стала Франция.
Основную массу находившихся в Речи Посполитой русских сил российское командование сосредоточило на польских землях вокруг Варшавы, чтобы обезопасить короля в случае попытки их захвата отрядами барских конфедератов, остальные — в крупных опорных пунктах. Минимум русских войск оставался в Литве. Связь между подразделениями в Литве и Польше поддерживалась через Вильно, Гродно, Брест. Ставка в боевых действиях была сделана на мобильные подвижные отряды, способные к быстрым передвижениям на большие расстояния.
Кампания 1770 года началась с крупного поражения в январе — феврале отрядов конфедератов Шанявского, Мальчевского и Макрановского в Великой Польше (при Добре и Завадах). После этих неудач центр боевых действий польской оппозиции переместился в южные районы Малой Польши, где в течение года имели место регулярные стычки частей корпуса генерал-поручика Х. Ю Эссена с отрядами конфедератов (при Конечном, Пильзно, Новокрапивнице, Клинцах, Филиповцах и др.). Кроме того, конфедераты действовали в Галиции, где 26 июня совершили успешный налет на Львов. В Литве и Белоруссии в то время активно действовал отряд Ш. Коссаковского. В конце года, согласно плану прибывшего к конфедератам военного французского советника полковника Дюмурье, офицеры и небольшой контингент французских войск, они перешли к тактике захвата опорных пунктов. Атака 15 ноября на Сандомир успехом не увенчалась. Но вскоре конфедератам удалось занять замок Ландскрона (Лянцкорона) неподалёку от Кракова, сделав его своим опорным пунктом.
Так как Станислав Август не хотел вести с конфедератами переговоры, 13 октября 1770 года в Словакии (Прешове) они объявили об акте его свержения и междуцарствии. После этого король снова примкнул к русской партии, но манифест, изданный против него, вместе с тем стал последним значительным актом конфедерации.
В ходе кампании 1770 года русские войска локализовали район действий конфедератов, ограничив его в основном территорией Малой Польши и Галиции. Однако решающего поражения польской оппозиции нанести не удалось. Её мобильные и хорошо знающие местность отряды успешно применяли методы партизанской борьбы, используя при этом возможность перехода на территорию Австрийской империи, где они были недосягаемы для русских войск.

### 1771
В 1771 году Ш. Дюмурье наметил переход войск конфедератов к активным наступательным действиям. Для этого были закуплены свыше 20 тысяч ружей и 50 пушек. Дюмурье требовал провести в польских воеводствах рекрутский набор на 25 тысяч человек. Кроме того, за границей в армию конфедератов вербовались волонтеры.
Российское командование продолжало придерживаться прежней тактики расположения войск в опорных пунктах, откуда могли выдвигаться мобильные отряды для действий против проявивших активность сил конфедератов. В январе — феврале отряды под командованием полковника И. Г. Древича (Древица) и генерал-майора А. В. Суворова безуспешно пытались овладеть опорными пунктами в Ченстохове и Ландскроне (Лянцкороне). В феврале отряды конфедератов переправились на правый берег Вислы, стремясь овладеть Люблином, однако потерпели поражение от отряда Суворова под Раховом и Красником. В апреле конфедераты овладели Краковом, но уже 10 мая их основные силы были разбиты отрядом А. В. Суворова под Ландскроной.

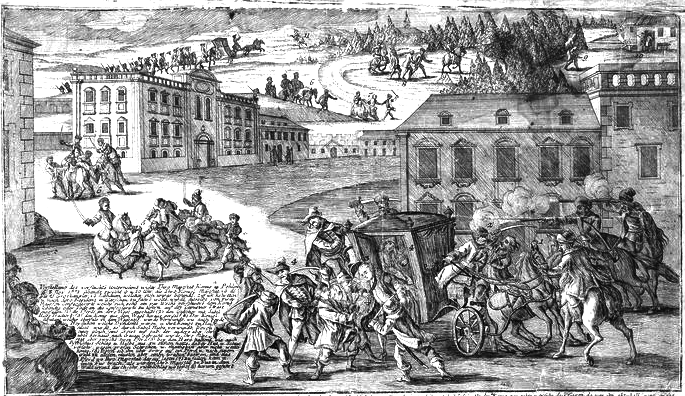
Похищение конфедератами 3 ноября 1771 г. польского короля Станислава Августа

14 мая новый русский посол в Варшаве К. Сальдерн обратился к полякам с декларацией, где призывал их встать на путь национального примирения, обещая амнистию представителям оппозиции. Но конфедераты продолжали борьбу. Летом их отряды, которые пытались проникнуть в Подолию, были рассеяны войсками генерал-майора Кречетникова.
В конце лета в Литве на стороне Барской конфедерации выступил великий гетман Литовский К. Огинский. По пути к Несвижу его войско выросло до 6 тысяч человек. Тогда стоявший в Люблине Суворов 7 сентября по собственной инициативе выступил с небольшим отрядом против литовского гетмана. Пройдя за четверо суток 200 верст, Суворов в ночь на 14 сентября неожиданно атаковал войско гетмана у Столовичей и нанес ему решительное поражение.
Осенью польские правительственные войска изгнали конфедератов из всей почти юго-западной части Польши (за исключением ряда опорных пунктов). У конфедератов к тому времени остались три основных воинских формирования: Ю. Зарембы — в Великой Польше, К. Пулавского — в районе Ченстохова и М. Валевского в окрестностях Кракова.
В ноябре 1771 года провалилась попытка похищения конфедератами короля Станислава Августа. Эта попытка усилила негативный образ Барской конфедерации среди монархических дворов Европы.

### 1772
6 февраля 1772 г. Пруссия и Россия подписали Секретную конвенцию относительно раздела Польши. 8 февраля австрийское руководство подтвердило «права и требования» России и Пруссии «на некоторые польские воеводства и области», обозначив при этом аналогичные права Австрии.
На военном совете у русского посла в Варшаве российское командование поставило задачу овладеть всеми опорными пунктами конфедератов. Русские войска в Речи Посполитой возглавил генерал-поручик А. И. Бибиков. В помощь русским войскам выделялись польские части под командованием генерал-лейтенанта К. Браницкого.
В свою очередь, после поражений конфедератов в 1771 году французский военный советник генерал-майор А. Л. Виомениль, сменивший Дюмурье, предполагал перейти к отдельным акциям, способным поднять дух польской оппозиции. Он считал, что в отчаянном положении Барской конфедерации «необходим блистательный подвиг для того, чтобы снова поддержать ее, вдохнуть в нее мужество».
Первой активной наступательной акцией конфедератов в кампании стал захват в январе подполковником К. Г. Шуази Краковского замка. 18 февраля отряд генерал-майора А. В. Суворова не сумел штурмом отбить эту крепость. Пришлось организовывать осаду. Она завершилась 12 апреля капитуляцией гарнизона. При этом Суворов подчеркнул, что французы — пленные, а не военнопленные, так как Россия и Польша не считают себя с Францией в состоянии войны. В мае русские войска приступили к осаде опорного пункта в Тынце (к юго-западу от Кракова).

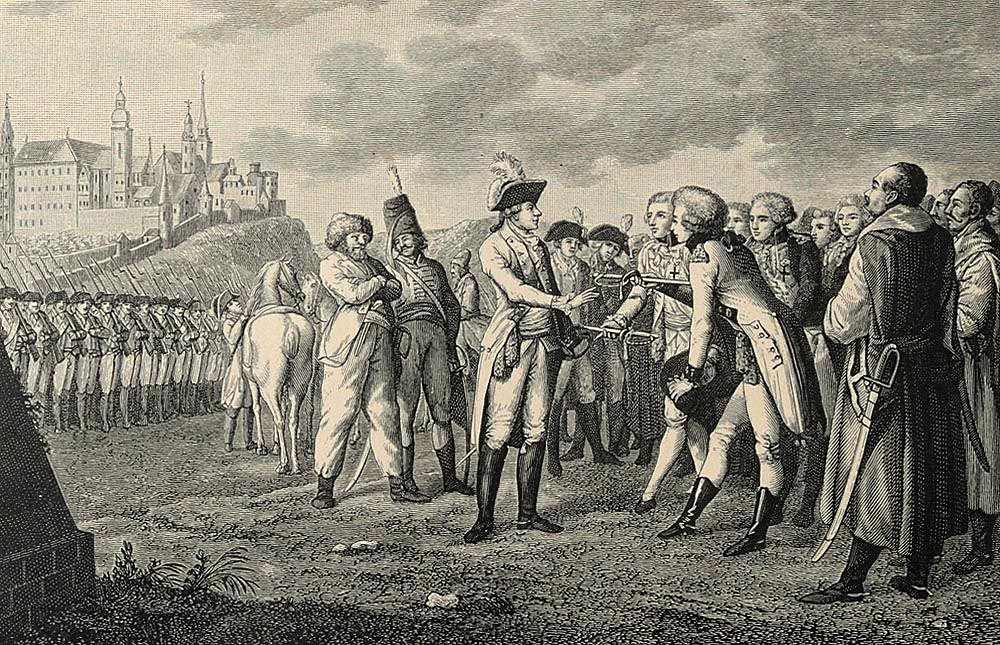
Краков капитулирует перед Суворовым

В то же время попытка действовавшего из Великой Польши генерал-майора И. Зарембы захватить русский пост в Пиотркове (ныне город Пётркув-Трыбунальский в Лодзинском воеводстве) провалилась, и 12 марта отряд Зарембы (около 1 тыс. чел.) был разбит отрядом полковника Лапушина (1,6 тыс. чел.).
Весной стратегическое положение конфедератов резко ухудшилось из-за ввода в Польшу прусских и австрийских войск. Действовавший в Великой Польше И. Заремба был вытеснен пруссаками из данного региона и 12 мая распустил свое войско. В восточные районы Речь Посполитой была введена 20-тысячная русская группировка (корпус генерал-поручика Эльмпта и др.). В мае — июне в польские земли вступили австрийские корпуса под командованием фельдмаршала М. И. Эстерхази и генерал-майора Р. Альтона (всего около 27 тыс. чел.). Они овладели Ландскроной и оттеснили находившиеся в Малой Польше русские войска генерал-майора М. Ф. Каменского от Тынца. 2 июля тынецкий гарнизон капитулировал перед корпусом генерал-майора Р. Альтона. 24 июня австрийские подразделения расположились лагерем под Львовом (они заняли город 15 сентября, после того как его покинули русские части).
7 августа перед отрядом генерал-майора П. М. Голицына капитулировала ченстоховская крепость. 29 ноября 1772 г. пал последний оплот конфедератов — кармелитский монастырь в Загуже (Подкарпатское воеводство).
Основным итогом кампании 1772 года стало окончательное военное поражение Барской конфедерации.

### Первый раздел Польши
Летом 1772 г. все спорные вопросы между Австрией, Россией и Пруссией были наконец согласованы. 25 июля в Петербурге состоялось подписание двух секретных конвенций: одной — между Россией и Пруссией, другой — между Россией и Австрией. В результате первого раздела Речи Посполитой к России отошли Восточная Белоруссия и часть Ливонии, к Пруссии — епископство Вармия, воеводства Поморское (без Данцига), Мальборгское, Хелминское (без Торуни), а также часть Иноврацлавского, Гнезненского и Познаньского воеводств, к Австрии отошла часть Малой Польши (без Кракова), а также Галиция.
Оккупировав эти территории, три державы потребовали, чтобы их действия официально одобрили король Станислав Август и сейм. Обращение польского короля за помощью к Парижу и Лондону не принесло успеха. Европейские державы отреагировали на раздел Речи Посполитой с безразличием. 18 сентября 1773 г. полномочная сеймовая делегация приняла условия раздела. 30 сентября 1773 г. они были ратифицированы сеймом.